# Nicanor Lindqvist
Johan Erik Nicanor Lindqvist, född 5 juni 1899 i Ragunda församling i Jämtlands län, död 6 januari 1966 i Östersunds församling, Jämtlands län, var en svensk gammeldansmusiker, fiolspelman och kompositör. Nicanor Lindqvist var redan under barndomen en ofta anlitad fiolist vid bröllop och andra festligheter i Jämtland. Han räknas som en av de viktigaste Sundsjöspelmännen, framförallt som traditionsbärare av den östjämtska spelmansmusiken. Nicanor Lindqvist var far till de tre bröderna som utgjorde kärnan i den folkkära gammeldansorkestern Bröderna Lindqvist (Åke Lindqvist, Folke Lindqvist och Örjan Lindqvist), och han var själv medlem i gruppen (som då turnerade under namnet "Bröderna Lindqvist med gubben") under åren 1957–1966. Det finns ett flertal jämtländska låtar nedtecknade eller inspelade efter Nicanor Lindqvist, däribland exempel på polska och polka. Han är gravsatt på Östra begravningsplatsen i Östersund.